# 기분 좋은 날 (드라마)
《기분 좋은 날》은 2014년 4월 26일부터 2014년 10월 5일까지 SBS에서 방영된 SBS 주말극장이다. 방영 이전에는 50부작으로 기획되었지만 2014 인천 아시안 게임 중계로 인한 결방 및 경쟁사의 드라마 대흥행으로 인한 심각한 시청률 부진으로 인해 44부작으로 계획이 변경되면서 조기 종영되었는데 최불암 (김철수 역)은 해당 작품 이후 드라마 출연이 뜸해졌다.

## 등장 인물

### 주요 인물
- 이상우 : 서재우 역
- 박세영 : 정다정 역

### 다정이네 가족
- 김미숙 : 한송정 역
- 황우슬혜 : 정다애 역
- 고우리 : 한다인 역

### 재우네 가족
- 최불암 : 김철수 역
- 나문희 : 이순옥 역
- 강석우 : 서민식 역
- 이미영 : 김신애 역
- 동하 : 서인우 역

### 그 외 인물
- 손창민 : 남궁영 역
- 정만식 : 강현빈 역
- 이홍빈 : 유지호 역
- 곽시양 : 정희주 역
- 강남길 : 정인성 역
- 한그림
- 정혜성 : 이소이 역
- 김윤경 : 임지혜 역
- 정재민 : 강은찬 역
- 안기영
- 이진희
- 강은우
- 박병철
- 장영주
- 윤동영
- 정애화 : 음식점사장 역

### 특별 출연
- 노을
- 전수경
- 김기천
- 임하룡 : 이대표 역
- 성인자 : 한빛보육원 원장 역
- 정성호
- 심양홍 : 유지호의 아버지 역
- 박영지 : 이소이의 아버지 역
- 최완정 : 이소이의 어머니 역
- 정택운
- 한상혁
- 박대규 : 근육남 역

## 시청률
최저 시청률과 최고 시청률은 시청률 조사회사와 지역별로 시청률에 차이가 있을 수 있습니다.
| 2014년 | 2014년   | 2014년         | 2014년       | 2014년         | 2014년       |
| 회차   | 방송일   | TNmS 시청률    | TNmS 시청률  | AGB 시청률     | AGB 시청률   |
| 회차   | 방송일   | 대한민국(전국) | 서울(수도권) | 대한민국(전국) | 서울(수도권) |
| ------ | -------- | -------------- | ------------ | -------------- | ------------ |
| 제1회  | 4월 26일 | 6.6%           | 8.5%         | 8.8%           | 10.5%        |
| 제2회  | 4월 27일 | 8.2%           | 10.1%        | 10.0%          | 11.2%        |
| 제3회  | 5월 3일  | 5.9%           | 7.3%         | 7.4%           | 9.2%         |
| 제4회  | 5월 4일  | 7.2%           | 8.3%         | 7.6%           | 8.9%         |
| 제5회  | 5월 10일 | 6.3%           | 7.4%         | 6.5%           | 7.4%         |
| 제6회  | 5월 11일 | 9.2%           | 11.7%        | 9.4%           | 10.5%        |
| 제7회  | 5월 17일 | 7.2%           | 9.3%         | 7.1%           | 7.7%         |
| 제8회  | 5월 18일 | 7.9%           | 10.6%        | 8.3%           | 10.0%        |
| 제9회  | 5월 24일 | 6.7%           | 8.0%         | 7.5%           | 8.4%         |
| 제10회 | 5월 25일 | 7.0%           | 8.8%         | 8.1%           | 8.8%         |
| 제11회 | 5월 31일 | 6.4%           | 7.4%         | 7.5%           | 8.6%         |
| 제12회 | 6월 1일  | 6.5%           | 8.0%         | 7.1%           | 8.1%         |
| 제13회 | 6월 7일  | 6.1%           | 7.3%         | 6.4%           | 7.7%         |
| 제14회 | 6월 8일  | 6.7%           | 8.6%         | 7.5%           | 8.5%         |
| 제15회 | 6월 14일 | 6.3%           | 7.8%         | 6.3%           | 7.0%         |
| 제16회 | 6월 15일 | 7.1%           | 8.9%         | 7.9%           | 9.2%         |
| 제17회 | 6월 21일 | 5.4%           | 6.8%         | 6.4%           | 7.2%         |
| 제18회 | 6월 22일 | 5.6%           | 7.2%         | 7.3%           | 8.6%         |
| 제19회 | 6월 28일 | 5.5%           | 7.3%         | 6.0%           | 6.3%         |
| 제20회 | 6월 29일 | 6.2%           | 7.6%         | 6.8%           | 8.0%         |
| 제21회 | 7월 5일  | 6.1%           | 7.1%         | 6.4%           | 7.6%         |
| 제22회 | 7월 6일  | 6.5%           | 8.0%         | 7.2%           | 8.7%         |
| 제23회 | 7월 12일 | 6.3%           | 8.2%         | 5.8%           | 6.8%         |
| 제24회 | 7월 13일 | 5.5%           | 7.3%         | 6.4%           | 7.3%         |
| 제25회 | 7월 19일 | 6.3%           | 7.9%         | 5.8%           | 6.4%         |
| 제26회 | 7월 20일 | 6.2%           | 6.5%         | 6.6%           | 8.1%         |
| 제27회 | 7월 26일 | 6.2%           | 6.3%         | 5.6%           | 6.1%         |
| 제28회 | 7월 27일 | 6.3%           | 7.3%         | 5.8%           | 6.8%         |
| 제29회 | 8월 2일  | 6.1%           | 6.4%         | 5.5%           | 5.7%         |
| 제30회 | 8월 3일  | 5.5%           | 5.9%         | 6.3%           | 6.5%         |
| 제31회 | 8월 9일  | 5.5%           | 6.2%         | 6.4%           | 7.6%         |
| 제32회 | 8월 10일 | 5.4%           | 6.1%         | 5.4%           | 6.2%         |
| 제33회 | 8월 16일 | 4.4%           | 4.8%         | 5.3%           | 5.7%         |
| 제34회 | 8월 17일 | 5.3%           | 5.7%         | 5.4%           | 5.8%         |
| 제35회 | 8월 23일 | 3.5%           | 3.8%         | 4.2%           | 4.5%         |
| 제36회 | 8월 24일 | 4.8%           | 5.0%         | 5.2%           | 5.4%         |
| 제37회 | 8월 30일 | 4.3%           | 4.6%         | 4.8%           | 5.1%         |
| 제38회 | 8월 31일 | 5.1%           | 5.2%         | 5.3%           | 5.3%         |
| 제39회 | 9월 7일  | 3.3%           | 3.9%         | 3.7%           | 3.1%         |
| 제40회 | 9월 13일 | 3.8%           | 4.0%         | 4.7%           | 4.5%         |
| 제41회 | 9월 14일 | 4.1%           | 4.4%         | 5.1%           | 4.8%         |
| 제42회 | 9월 27일 | 9.5%           | 11.4%        | 10.2%          | 11.9%        |
| 제43회 | 10월 4일 | 4.1%           | 4.2%         | 4.9%           | 4.9%         |
| 제44회 | 10월 5일 | 4.1%           | 4.5%         | 4.4%           | 4.8%         |

## 결방
- 2014년 9월 6일 : 추석특선영화 관상의 방영으로 인해 결방.[4]
- 2014년 9월 20일 ~ 9월 21일 : 인천 2014 특집 SBS 8 뉴스 편성으로 인해 결방
- 2014년 9월 28일 : 2014 인천 아시안게임 야구 결승전 중계방송으로 인해 결방.[5]

## 같이 보기
- 참 좋은 시절
- 가족끼리 왜 이래
- 연예가 중계
- 개그콘서트 (KBS 2TV)
- 왔다! 장보리 (MBC TV)